# União Norte-Americana de Futebol

NAFU (laranja escuro) e CONCACAF (laranja escuro e claro).

A União Norte-americana de Futebol (em inglês:  North American Football Union - NAFU) seria a união regional reconhecida e apoiada pela CONCACAF, para a zona da América do Norte. Devido ao fato de as três equipes terem a classificação assegurada para as rodadas finais dos jogos pré-mundiais e pré-olímpicos em ambos os ramos, esta união não está em atividade.

## Membros
Dentre os países e territórios localizados na América do Norte, apenas os três países independentes são membros desta união. Assim, é composta pelas seleções do  Canadá,  Estados Unidos e  México. Apesar de a  Bermudas localizar-se nesta região, ela é um membro da CFU.

## Competições

### Seleções
Como os 3 países estão pré-classificados as fases finais das competições entre equipas nacionais de CONCACAF, não têm lugar como pré-classificatórios torneios em outras áreas: a América Central e a Caribe. No entanto, uma vez que os membros da CONCACAF foram realizados 2 torneios prévios para a Copa Ouro da CONCACAF.
- Copa das Nações da América do Norte de 1990[2]
- Copa das Nações da América do Norte de 1991[3]

### Clubes
Existia uma competição entre os clubes norte-americanos não é uma competição oficial organizada pela CONCACAF, no entanto, por ele aprovado pela mesma confederação.Em 2019 foi criada a copa das ligas uma sucessora da superliga, com Clubes do México e Estados Unidos.
- Superliga Norte-Americana
- Copa das Ligas